# アー・ウィ・ゼア・イェット?
『アー・ウィ・ゼア・イェット?』(Are We There Yet?')は、英国の歌手・ソングライターのリック・アストリーの9枚目のスタジオ・アルバムで、BMGから発売された。アルバムの発売に先行してリード・シングル「ディッピン・マイ・フィート」と「ネヴァー・ゴナ・ストップ」が発売されていた。アストリーはアルバムを引っ提げ2023年11月から2024年3月までイギリス、アイルランド、ヨーロッパをツアーで廻る。
アルバムはアストリーにとって2018年のアルバム『ビューティフル・ライフ』以来の新作。アルバムは全英アルバムチャートで第2位を記録した。

## 収録曲
| 全作詞・作曲: リック・アストリー。 |                                |                    |                    |      |
| #                                  | タイトル                       | 作詞               | 作曲・編曲         | 時間 |
| 1.                                 | 「Dippin My Feet」             | リック・アストリー | リック・アストリー | 3:13 |
| 2.                                 | 「Letting Go」                 | リック・アストリー | リック・アストリー | 3:22 |
| 3.                                 | 「Golden Hour」                | リック・アストリー | リック・アストリー | 3:45 |
| 4.                                 | 「Never Gonna Stop」           | リック・アストリー | リック・アストリー | 3:17 |
| 5.                                 | 「Close (Your Shoes)」         | リック・アストリー | リック・アストリー | 3:37 |
| 6.                                 | 「High Enough」                | リック・アストリー | リック・アストリー | 3:27 |
| 7.                                 | 「Forever and More」           | リック・アストリー | リック・アストリー | 3:37 |
| 8.                                 | 「Driving Me Crazy」           | リック・アストリー | リック・アストリー | 3:32 |
| 9.                                 | 「Maria Love」                 | リック・アストリー | リック・アストリー | 3:34 |
| 10.                                | 「Take Me Back to Your Place」 | リック・アストリー | リック・アストリー | 3:15 |
| 11.                                | 「Waterfall」                  | リック・アストリー | リック・アストリー | 3:12 |
| 12.                                | 「Blue Sky」                   | リック・アストリー | リック・アストリー | 3:17 |
| 合計時間:                          | 合計時間:                      | 41:08              |                    |      |

## チャート
| チャート (2023年)                        | 最高位 |
| ---------------------------------------- | ------ |
| オーストラリア デジタル・アルバム (ARIA) | 25     |
| ベルギー (Ultratop Flanders)             | 97     |
| ベルギー (Ultratop Wallonia)             | 158    |
| ドイツ (Offizielle Top 100)              | 29     |
| スコットランド (OCC)                     | 6      |
| スペイン (PROMUSICAE)                    | 77     |
| UK アルバムズ (OCC)                      | 2      |
| UK Independent Albums (OCC)              | 2      |